# آرایه ال‌سی‌پی
در علوم رایانه، آرایه طولانی‌ترین پیشوند مشترک (آرایه ال‌سی‌پی) (به انگلیسی: LCP array) یک داده‌ساختار کمکی برای آرایه پسوندی است. در این آرایه، طولانی‌ترین پیشوند مشترک بین هر دو پسوند متوالی موجود در آرایه پسوندی ذخیره می‌شود.

## تاریخچه
آرایه ال‌سی‌پی توسط Udi Manber و Gene Myers در سال ۱۹۹۰ به همراه آرایه پسوندی و برای بهبود سرعت الگوریتم جستجوی الگو در متن ارائه شد.

## تعریف
فرض کنیم {\displaystyle A} آرایه پسوندی رشته {\displaystyle S=S[1]S[2]...S[n]} بوده و {\displaystyle lcp(v,w)} نشان‌دهندهٔ طولانی‌ترین پیشوند مشترک رشته‌های {\displaystyle v} و {\displaystyle w} باشد. هم چنین زیررشتهٔ {\displaystyle S} از حرف {\displaystyle i} ام تا حرف {\displaystyle j} ام را با {\displaystyle S[i,j]} نشان می‌دهیم. در این صورت آرایه ال‌سی‌پی {\displaystyle H[1,n]} یک آرایه با اندازهٔ {\displaystyle n} از اعداد صحیح است که {\displaystyle H[1]} تعریف نشده‌است و {\displaystyle H[i]=lcp(S[A[i-1],n],S[A[i],n])} به ازای هر {\displaystyle 1<i\leq n}. با توجه به اینکه {\displaystyle A[i]} نشان‌دهندهٔ جایگاه شروع {\displaystyle i} امین کوچک‌ترین پسوند رشتهٔ {\displaystyle S} از نظر لغتنامه‌ای است، پس {\displaystyle H[i]} طول بلندترین پیشوند مشترک {\displaystyle i-1} امین و {\displaystyle i} امین پسوند رشتهٔ {\displaystyle S} از نظر لغتنامه‌ای است ({\displaystyle 1<i\leq n}).

## مثال
رشتهٔ {\displaystyle S=banana\$} را در نظر بگیرید:
| i    | ۱ | ۲ | ۳ | ۴ | ۵ | ۶ | ۷ |
| S[i] | b | a | n | a | n | a | $ |

و آرایهٔ پسوندی مرتب‌شدهٔ متناظر با آن:
| i    | ۱ | ۲ | ۳ | ۴ | ۵ | ۶ | ۷ |
| A[i] | ۷ | ۶ | ۴ | ۲ | ۱ | ۵ | ۳ |

پسوندهای رشتهٔ {\displaystyle S} که به صورت ستونی و مرتب‌شده نوشته شده‌اند:
| i    | ۱ | ۲ | ۳ | ۴ | ۵ | ۶ | ۷ |
| A[i] | ۷ | ۶ | ۴ | ۲ | ۱ | ۵ | ۳ |
| 1    | $ | a | a | a | b | n | n |
| 2    |   | $ | n | n | a | a | a |
| 3    |   |   | a | a | n | $ | n |
| 4    |   |   | $ | n | a |   | a |
| 5    |   |   |   | a | n |   | $ |
| 6    |   |   |   | $ | a |   |   |
| 7    |   |   |   |   | $ |   |   |

آرایهٔ ال‌سی‌پی با مقایسهٔ پسوندهای متوالی از نظر لغت‌نامه‌ای برای مشخص کردن بزرگ‌ترین پیشوند مشترک آن‌ها محاسبه می‌شود:
| i    | ۱ | ۲ | ۳ | ۴ | ۵ | ۶ | ۷ |
| H[i] | ⊥ | ۰ | ۱ | ۳ | ۰ | ۰ | ۲ |

برای مثال، {\displaystyle H[4]=3} طول بزرگ‌ترین پیشوند مشترک بین {\displaystyle S[A[3],7]=S[4,7]=ana\$} و {\displaystyle S[A[4],7]=S[2,7]=anana\$} یعنی رشته {\displaystyle ana} است.

## استفاده از آرایه ال‌سی‌پی برای جستجوی یک الگو در متن
فرض کنید می‌خواهیم تعداد رخدادهای یک الگوی {\displaystyle P} (به طول {\displaystyle m}) در یک متن {\displaystyle T} (به طول {\displaystyle N}) را بیابیم. می‌توان با دو بار استفاده از جستجوی دودویی، مکان اولین و آخرین رخداد {\displaystyle P} در آرایه پسوندی {\displaystyle T} را بدست آورد و در نتیجه تعداد رخدادهای رشته {\displaystyle P} در متن {\displaystyle T} بدست می‌آید. در هر کدام از جستجوهای دودویی {\displaystyle O(logN)} مقایسه نیاز است و با توجه به اینکه در هر مقایسه رشتهٔ {\displaystyle P} را با یکی از عناصر آرایه پسوندی مقایسه می‌کنیم، در بدترین حالت ممکن است نیاز به مقایسهٔ کامل دو رشته باشد که به معنی مقایسهٔ {\displaystyle m} کاراکتر است؛ بنابراین زمان اجرای این الگوریتم از {\displaystyle O(m\times logN)} است.
با استفاده از آرایه ال‌سی‌پی، الگوریتمی با زمان اجرای {\displaystyle O(m+logN)} ارائه می‌دهیم. به ازای هر {\displaystyle 1\leq i\leq n}، {\displaystyle S_{i}} را برابر {\displaystyle S[A[i],n]} تعریف می‌کنیم؛ در واقع {\displaystyle S_{i}} برابر {\displaystyle i}امین کوچک‌ترین پسوند {\displaystyle S} است. ابتدا فرض کنیم به ازای هر {\displaystyle 1\leq i,j\leq n} مقدار {\displaystyle lcp(S_{i},S_{j})} از قبل محاسبه شده‌است.
در هر مرحله از جستجوی دودویی، یک بازه {\displaystyle (L,...,R)}در آرایه پسوندی به همراه نقطه میانی آن {\displaystyle M} را در نظر می‌گیریم. سپس با مقایسهٔ {\displaystyle P} و{\displaystyle S_{M}} مشخص می‌کنیم که جستجو را در بازهٔ {\displaystyle (L,...,M)} ادامه دهیم یا بازهٔ {\displaystyle (M,...,R)}. فرض کنیم {\displaystyle P} بزرگتر از {\displaystyle S_{M}} باشد و اولین حرفی از {\displaystyle P} و {\displaystyle S_{M}} که متفاوت اند حرف {\displaystyle k+1} ام باشد؛ یعنی {\displaystyle lcp(P,S_{M})=k}. پس در مرحلهٔ بعدی جستجو، بازه {\displaystyle (M,...,R)} با نقطه میانی {\displaystyle M'} را در نظر می‌گیریم. با توجه به فرضی که کردیم، مقدار {\displaystyle lcp(S_{M},S_{M'})=k'} از قبل محاسبه شده‌است و در زمان {\displaystyle O(1)} قابل دسترس است. سه حالت ممکن است پیش بیاید:
- حالت ۱: {\displaystyle k<k'}، یعنی طولانی‌ترین پیشوند مشترک {\displaystyle P} و {\displaystyle S_{M}} کمتر از طولانی‌ترین پیشوند مشترک {\displaystyle S_{M}} و {\displaystyle S_{M'}} است؛ بنابراین {\displaystyle k+1} امین حرف {\displaystyle S_{M}} و {\displaystyle S_{M'}} یکسان است و چون {\displaystyle P>S_{M}} در نتیجه {\displaystyle P>S_{M'}}. بنابراین جستجو را در بازهٔ {\displaystyle (M',...,R)} ادامه می‌دهیم.
- حالت ۲: {\displaystyle k>k'}، یعنی {\displaystyle P} و {\displaystyle S_{M}} پیشوند مشترک بیشتری نسبت به {\displaystyle S_{M}} و {\displaystyle S_{M'}} دارند. با توجه به اینکه آرایه پسوندی با ترتیب لغت‌نامه‌ای مرتب شده‌است، پس {\displaystyle S_{M'}>S_{M}}. از آنجا که اولین حرفی که {\displaystyle S_{M}} و {\displaystyle S_{M'}} در آن متفاوت اند حرف {\displaystyle k'+1} ام است و رشته‌های {\displaystyle P} و {\displaystyle S_{M}} در این حرف یکسان اند، پس {\displaystyle S_{M'}>P}و در نتیجه جستجو در بازه {\displaystyle (M,...,M')} ادامه می‌یابد.
- حالت ۳: {\displaystyle k=k'}، یعنی رشته‌های {\displaystyle S_{M}} و {\displaystyle S_{M'}} در {\displaystyle k} حرف اول با رشتهٔ {\displaystyle P} یکسان اند. برای مقایسه رشته‌های {\displaystyle S_{M'}} و {\displaystyle P}، این دو رشته را از حرف {\displaystyle k+1} ام به بعد مقایسه می‌کنیم تا به اولین حرف متفاوت برسیم. به این ترتیب در مرحلهٔ بعدی الگوریتم جستجوی دودویی، مقدار {\displaystyle lcp(P,S_{M'})} را داریم و می‌توانیم به همین صورت الگوریتم جستجوی {\displaystyle P} را ادامه دهیم.

در الگوریتم بالا هر کاراکتر از رشتهٔ {\displaystyle P} حداکثر یک بار با کاراکترهای متن {\displaystyle T} مقایسه می‌شود؛ بنابراین زمان اجرای این الگوریتم {\displaystyle O(m+logN)} است.
اما فرض کرده بودیم به ازای هر {\displaystyle 1\leq i,j\leq n} مقدار {\displaystyle lcp(S_{i},S_{j})} از قبل محاسبه شده‌است. توجه کنیم که همهٔ بازه‌های ممکن {\displaystyle (L,...,R)} در الگوریتم جستجوی دودویی ظاهر نمی‌شوند. به ازای هر نقطهٔ {\displaystyle 2\leq M\leq n-1}، دقیقاً یک بازه با نقطهٔ میانی {\displaystyle M} وجود دارد که در الگوریتم جستجوی دودویی ممکن است ظاهر شود. این بازه را با {\displaystyle (L_{M},M,R_{M})} نشان می‌دهیم و به ازای هر {\displaystyle 2\leq M\leq n-1} تعریف می‌کنیم:
- {\displaystyle Llcp[M]=lcp(S_{L_{M}},S_{M})}
- {\displaystyle Rlcp[M]=lcp(S_{M},S_{R_{M}})}

با توجه به الگوریتم گفته شده، فقط به مقادیر آرایه‌های {\displaystyle Llcp} و {\displaystyle Rlcp} نیاز داریم که حافظه‌ای از {\displaystyle O(N)} اشغال می‌کنند. هم‌چنین از روی آرایه ال‌سی‌پی و در زمان {\displaystyle O(N)} می‌توان مقادیر {\displaystyle Llcp} و {\displaystyle Rlcp} را محاسبه کرد.

## ساختن آرایه ال‌سی‌پی
در سال ۱۹۹۰ Manber و Myers الگوریتمی از {\displaystyle O(NlogN)} دادند که در کنار آرایه پسوندی، آرایه ال‌سی‌پی را نیز محاسبه می‌کند. در سال ۲۰۰۳ الگوریتمی از {\displaystyle O(N)} برای ساختن هم‌زمان آرایه پسوندی و آرایه ال‌سی‌پی ارایه شد.
در سال ۲۰۰۱ الگوریتمی ارایه شد که در {\displaystyle O(N)} آرایه ال‌سی‌پی را از روی متن و آرایه پسوندی محاسبه می‌کند.